# Folhada
Folhada ist ein Ort und eine ehemalige Gemeinde (Freguesia) im portugiesischen Kreis Marco de Canaveses. Die Gemeinde hatte 603 Einwohner (Stand 30. Juni 2011).
Am 29. September 2013 wurden die Gemeinden Folhada und Várzea da Ovelha e Aliviada zur neuen Gemeinde Várzea, Aliviada e Folhada zusammengeschlossen.